# Estatua de Sam Houston (Ney)
Sam Houston es una estatua de Sam Houston de Elisabet Ney, originalmente modelada en 1892 e instalada en 1905; es parte de la Colección National Statuary Hall del Capitolio de los Estados Unidos en Washington D. C., como una de las dos estatuas de Texas. La otra estatua de Texas, Stephen F. Austin, también es de Ney y se produjo en paralelo. Otra talla de Sam Houston se exhibe en el Capitolio de Texas, donde se instaló en 1903.

## Historia

La estatua en el Capitolio de Texas

A principios de 1892, el gobierno de Texas estaba preparando materiales para un edificio en la Exposición Mundial Colombina que se llevaría a cabo el año siguiente en Chicago. El gobernador de Texas, Oran Milo Roberts, recomendó que la comisión de mujeres encargada de recaudar fondos para la exhibición hablara con Elisabet Ney, una escultora germano-estadounidense que reside en Austin. Después de una reunión, se invitó a Ney a esculpir estatuas de retratos de Sam Houston y Stephen F. Austin para la exhibición, aunque la comisión no tenía fondos para pagarle a la artista por su trabajo. : 86–87 Ney estuvo de acuerdo y se puso a trabajar primero en la estatua de Houston; en abril de 1892, había completado un modelo de arcilla de la pieza e invitó a algunos familiares y amigos de Houston a ver la obra y a evaluar su semejanza con Houston. En julio siguiente, se terminó una representación en yeso de Houston y la estatua se exhibió públicamente en el estudio de Ney (ahora el Museo Elisabet Ney) antes de su transporte a Chicago para la Exposición.: 135 
La estatua de Austin se completó demasiado tarde para ser exhibida en Chicago, : 141 pero la estatua de Houston fue bien recibida, y la Comisión de Arte de la Exposición incluso ofreció a la pieza un espacio en el edificio principal de Bellas Artes.: 88 Tras la Exposición, Ney y la comisión de mujeres tenían la intención hacer copias de las estatuas de Houston y Austin para exhibirlas en el Capitolio de Texas, : 141–142 pero les tomó años recaudar los fondos. En 1901, la Legislatura de Texas asignó los fondos para la talla y las dos estatuas se inauguraron en el Capitolio de Texas el 19 de enero de 1903. : 93 Se cortó una copia adicional de cada estatua para enviarla a la National Statuary Hall Collection y se inauguró en el Capitolio de los Estados Unidos en 1905.

## Diseño
Sam Houston es una estatua de mármol de cuerpo entero. Muestra a Houston parado en un terreno ligeramente irregular con el pie derecho hacia adelante, mirando hacia arriba y hacia adelante en la distancia. La mano derecha se sostiene sobre el pecho, mientras que la izquierda descansa sobre la empuñadura de un sable que cuelga de la cadera izquierda. Houston es retratado como un joven pionero, vestido con piel de ante con flecos y botas hasta la pantorrilla, con un sarape de nativo americano sobre su hombro izquierdo. En la cara frontal de la base (la plataforma de mármol sobre la que se encuentra la figura) hay una inscripción que dice "SAM HOUSTON".
Al componer la pieza, Ney tomó prestado el sable real de Houston de su hija, Maggie Williams, y representó el arma con detalles auténticos. El sarape también fue una recreación de una pieza característica del guardarropa de Houston, modelado sobre una manta similar que Ney localizó como referencia. : 134 Cuando los críticos se quejaron de que la estatua de Houston medía 1,8 m de alto, mientras que la estatua de Austin solo 1,7 m, ella respondió que estas habían sido las alturas reales de los hombres, y que cualquiera que se opusiera debería "tomar el problema no con ella sino con Dios". : 139 